# Kolej linowa Jasná – Chopok

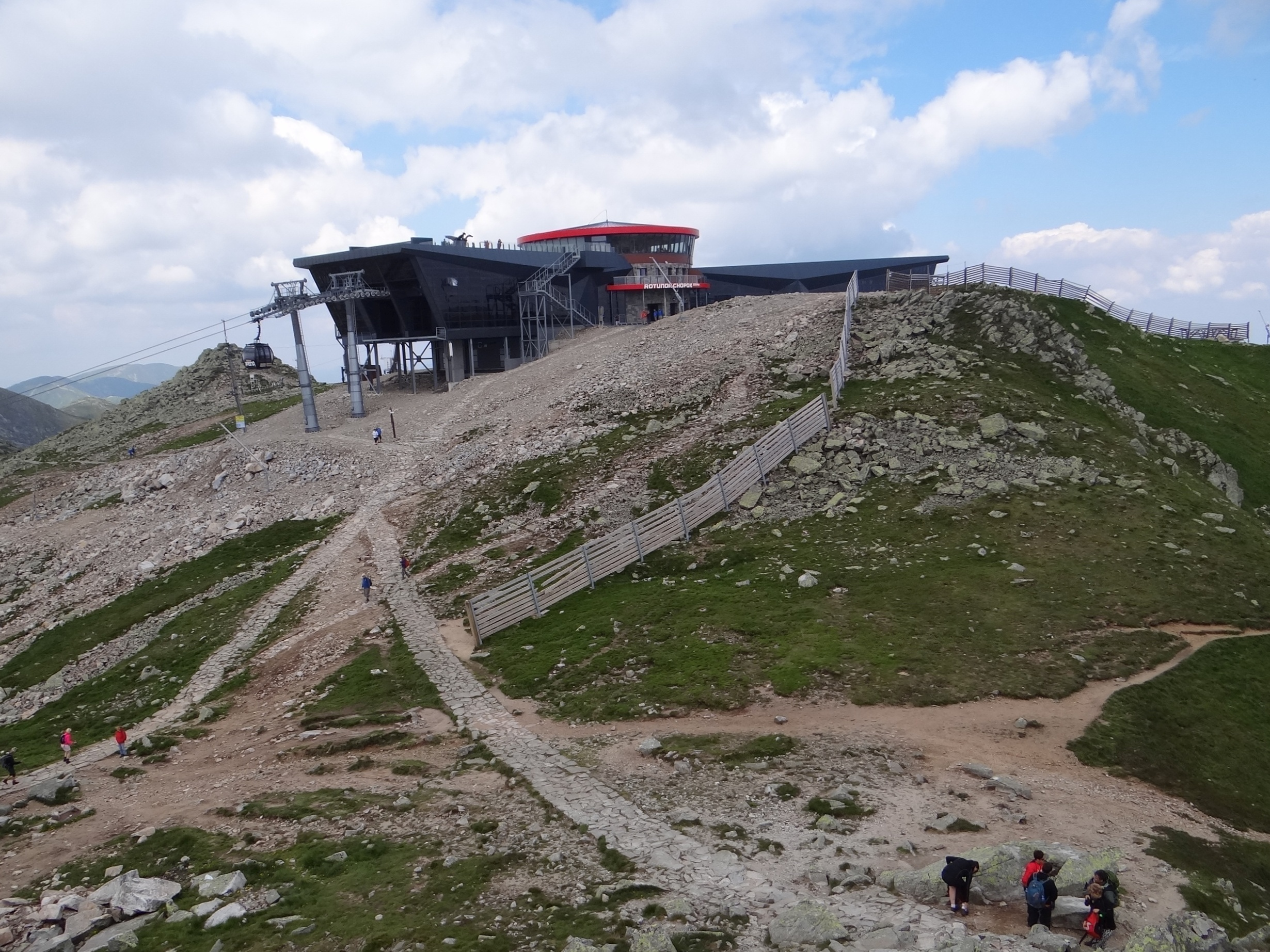
Końcowa stacja kolejki linowej na Chopoku

Kolej linowa Jasná – Chopok – kolej linowa w Dolinie Demianowskiej w słowackich Niżnych Tatrach. Znajduje się w wielkim ośrodku turystyczno-narciarskim Jasná. Wywozi turystów z położonego na wysokości 1120 m centrum turystyczno-narciarskiego Biela Púť na szczyt Chopoka (2024 m) (deniwelacja 904 m). Jest to kolej trzyetapowa:
- 1 etap: Biela Púť – Koliesko: 4-osobowa kolej krzesełkowa
- 2 etap: Koliesko – Priehyba: kolej linowo-terenowa Twinliner
- 3 etap: Priehyba – Chopok: kolej gondolowa Funitel

Dla osób z lękiem wysokości, które boją się jazdy koleją krzesełkową jest możliwość rozpoczęcia jazdy od drugiego etapu. Należy w takim przypadku podejść szlakiem wzdłuż kolei krzesełkowej do stacji pośredniej Koliesko.
Bilety na wyjazd sprzedawane są w centrum Biela Púť. Mimo że kolej jest trzyetapowa, sprzedawany jest jeden bilet na całą trasę.